# Шарлыкбаш
Шарлыкбаш (баш. Шарлыҡбаш) — деревня в Шаранском районе Республики Башкортостан Российской Федерации. Входит в состав Зириклинского сельсовета. 

## География

### Географическое положение
Расстояние до:
- районного центра (Шаран): 25 км,
- центра сельсовета (Зириклы): 2 км,
- ближайшей ж/д станции (Туймазы): 30 км.

## Этимология
Название произошло от названия местности, которое состоит из гидронима «Шарлыҡ» и слова «баш» (исток).

## История
Деревня основана как посёлок в 1928 году переселенцами из деревни Зириклы. В 1930 году организуется одноимённый колхоз.
В 1939 году в посёлке Шарлык-Баш Зириклинского сельсовета Шаранского района проживало 134 жителя (61 мужчина, 73 женщины).
В 1952 году — уже деревня.
В 1959 году в деревне Шарлыкбаш Зириклинского сельсовета проживало 76 человек (34 мужчины, 42 женщины).
В 1963 году сельсовет был включён в состав Туймазинского сельского района, с 1965 года — в составе Бакалинского, с 1967 года — вновь в Шаранском районе.
В 1970 году в деревне было 74 жителя (31 мужчина, 43 женщины).
По переписи 1979 года — 85 человек (36 мужчин, 49 женщин).
В 1989-м — 64 жителя (31 мужчина, 33 женщины).
В 2002 году здесь жило 78 человек (39 мужчин, 39 женщин), башкиры (65 %) и татары (30 %).
В 2010 году в деревне проживало 75 человек (38 мужчин, 37 женщин).

## Население
| 2002 | 2009 | 2010 |
| ---- | ---- | ---- |
| 78   | ↘76  | ↘75  |

## Инфраструктура
Деревня электрифицирована и газифицирована, единственная улица — Лесная — представляет собой две параллельных просёлочных дороги. Есть кладбище, а также памятник погибшим в годы войны землякам.